# Kate Jackson (cantante)
Kate Jackson (16 de septiembre de 1979) es una cantante británica que anteriormente era el vocalista con The Long Blondes. Ella ahora se realiza bajo el nombre de Madame Ray.

## Biografía
Jackson asistió al Culford School en Bury St. Edmunds, Suffolk y tomó partes principales en espectáculos de artes escénicas de la escuela. A finales de 1990, se trasladó a Sheffield a estudiar inglés e historia. Poco después de graduarse, Jackson empezó a escribir y realizar temas con sus compañeros graduados de las universidades de la ciudad, formando The Long Blondes. Mientras la banda estaba sin firmar, estudió Bellas Artes y Nigromancia y trabajó en  Freshman's Boutique, una tienda de ropa vintage en Sheffield. Este interés en ropa vintage se convirtió en una característica distintiva de la imagen de The Long Blondes. Y ella misma describe su estilo como "Del Mercadillo?". Car

## Carrera como solista
Después de que The Long Blondes se dividió en octubre de 2008, Jackson comenzó a trabajar un disco como solitario con Bernard Butler.